# Silent Running
Silent Running é um filme estadunidense de 1972, dos  gêneros aventura, drama e ficção científica de temática ambiental, dirigido por Douglas Trumbull,  roteirizado por Deric Washburn, Michael Cimino e Steven Bochco, trilha sonora de Peter Schickele, com músicas de Joan Baez.

## Sinopse
Num futuro não determinado, um jardineiro espacial se rebela quando recebe ordens de destruir o que resta da natureza, protegida em domos espaciais, pois a Terra conseguiu meios artificiais de sobreviver sem ela.

## Elenco
- Bruce Dern ....... Freeman Lowell
- Cliff Potts ....... John Keenan
- Ron Rifkin ....... Marty Barker
- Jesse Vint ....... Andy Wolf

## Fonte da tradução
- Este artigo foi inicialmente traduzido, total ou parcialmente, do artigo da Wikipédia em inglês cujo título é «Silent Running», especificamente desta versão.